# La Compagnie
La Compagnie è una compagnia aerea francese che opera esclusivamente servizi in classe affari tra l'Aeroporto di Parigi Orly e l'aeroporto internazionale di Newark, negli Stati Uniti d'America, oltre aservizi stagionali tra l'Aeroporto di Nizza Costa Azzurra e l'aeroporto di Newark e, dal 2022, l'Aeroporto di Milano Malpensa e l'aeroporto di Newark.

## Storia
La Compagnie fu fondata come DreamJet a Parigi nell'ottobre 2013 da imprenditori francesi con l'obiettivo di creare una compagnia aerea di classe all-business con una struttura a basso costo, per offrire tariffe business inferiori a quelle di compagnie tradizionali. Il CEO della società è Frantz Yvelin, già fondatore della compagnia aerea L'Avion ceduta a British Airways e della controllata OpenSkies; il vice amministratore delegato è Peter Luethi, ex amministratore delegato della compagnia aerea indiana Jet Airways. nel 2014 fu adottata l'attuale denominazione.
Il volo inaugurale è stato effettuato il 21 luglio 2014. A partire dal 24 aprile 2015 la compagnia aerea ha iniziato un secondo servizio di linea da Londra Luton a Newark.
Gli aerei della compagnia sono dotati di una cabina di classe all-business con 74 posti che possono essere convertiti in letti a piano inclinato. I pasti vengono serviti in una cena di due portate. L'intrattenimento durante il volo è fornito su dispositivi tablet. La Compagnie mette a disposizione dei suoi passeggeri anche le sale lounge negli aeroporti.
Nell'aprile 2016, Frantz Yvelin ha annunciato che La Compagnie stava valutando la possibilità di rinnovare ed espandere la flotta con aeromobili Airbus A321neo. che aveva successivamente confermato con un ordine per due Airbus A321neo a settembre 2017.
Nel settembre 2017, la compagnia aerea ha annunciato che stava offrendo pass all-you-can-fly per la sua rotta da Newark a Parigi, al costo di 40000 $ all'anno.
L'anno successivo la compagnia aerea ha annunciato che le rotte da Parigi non saranno più operate dall'aeroporto Charles De Gaulle bensì dall'aeroporto di Parigi-Orly. Sempre nel 2018 La Compagnie annunciò l'apertura della rotta tra Nizza e Newark a partire dal 6 maggio 2019. Sempre a maggio 2019, la compagnia aerea ha preso in consegna il suo primo Airbus A321neo. Nel settembre 2019, la compagnia aerea ha preso in consegna il suo secondo Airbus A321neo e successivamente ha ritirato entrambi i suoi Boeing 757.
Nel marzo 2020, La Compagnie ha annunciato che avrebbe sospeso le sue operazioni a partire dal 18 marzo, a causa della pandemia COVID-19. Inizialmente si prevedeva che le operazioni riprendessero il 1º giugno, ma sono state successivamente rinviate più volte.

## Destinazioni
La Compagnie opera voli regolari verso quattro destinazioni:
- Italia: Milano Malpensa
- Francia: Nizza e Parigi-Orly
- Stati Uniti d'America: Newark

## Flotta

### Flotta attuale
Ad aprile 2025 la flotta di La Compagnie è composta da:

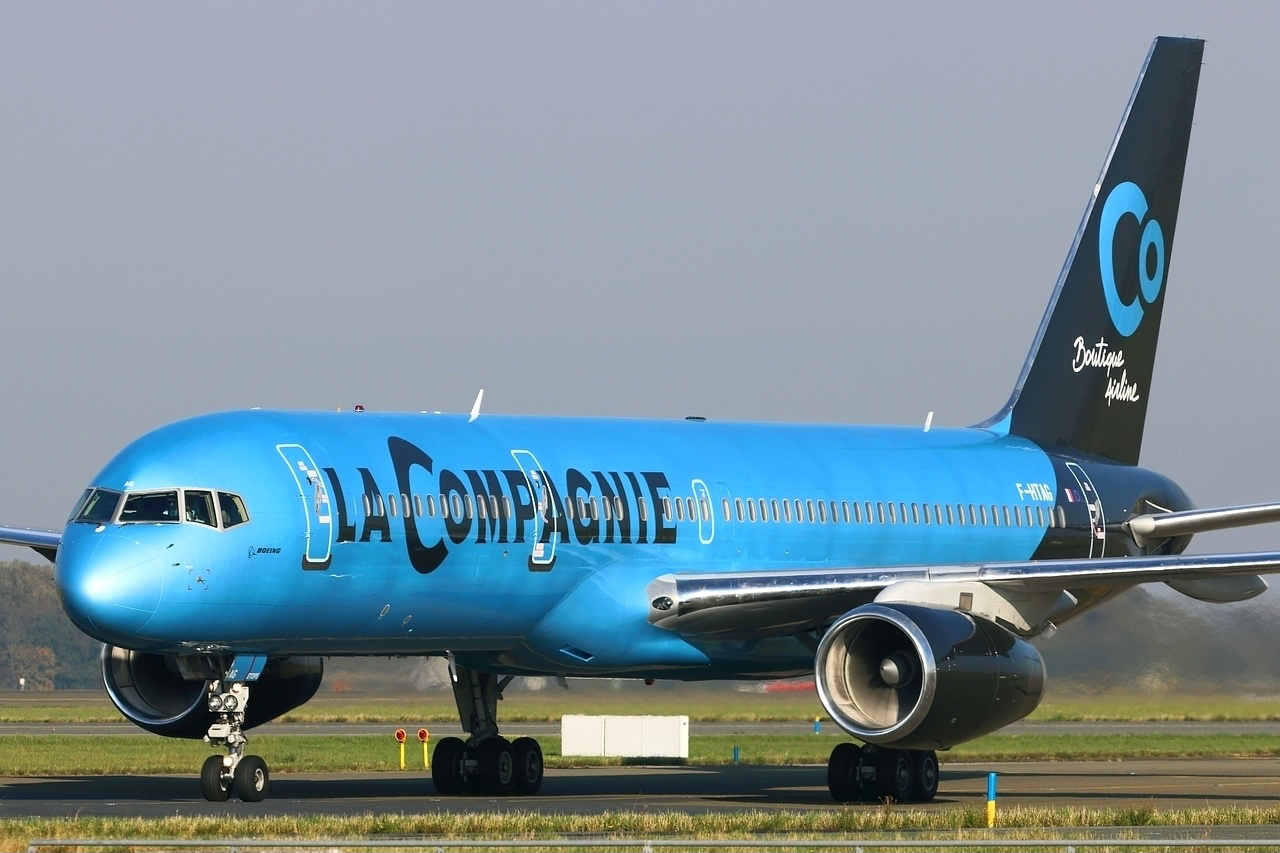
Boeing 757-200 radiato nel 2019

### Flotta storica
La Compagnie in passato ha operato con due Boeing B757-200, registrati come F-HCIE e F-HTAG (attualmente operante per Cabo Verde Airlines sotto registrazione D4-CCH). Tali aeromobili sono entrati in flotta nel 2014-2015 e sono usciti nel 2019, all'arrivo dei due Airbus A321neo. Questi aeromobili avevano una capacità totale di 74 posti in business class.

## Servizi a bordo
Gli aeromobili di La Compagnie sono dotati di una cabina all-business class con configurazione 2–2, composta da 76 posti flat beds. A bordo ogni passeggero ha a disposizione il suo schermo personale touchscreen da 40 cm (15,7 pollici) ed è disponibile anche l'accesso Wi-Fi in volo.  Il cibo a bordo è servito in un pasto di due portate. La Compagnie utilizza lounge convenzionate per i suoi passeggeri.